# Sede de la diputación de Pontevedra en Vigo

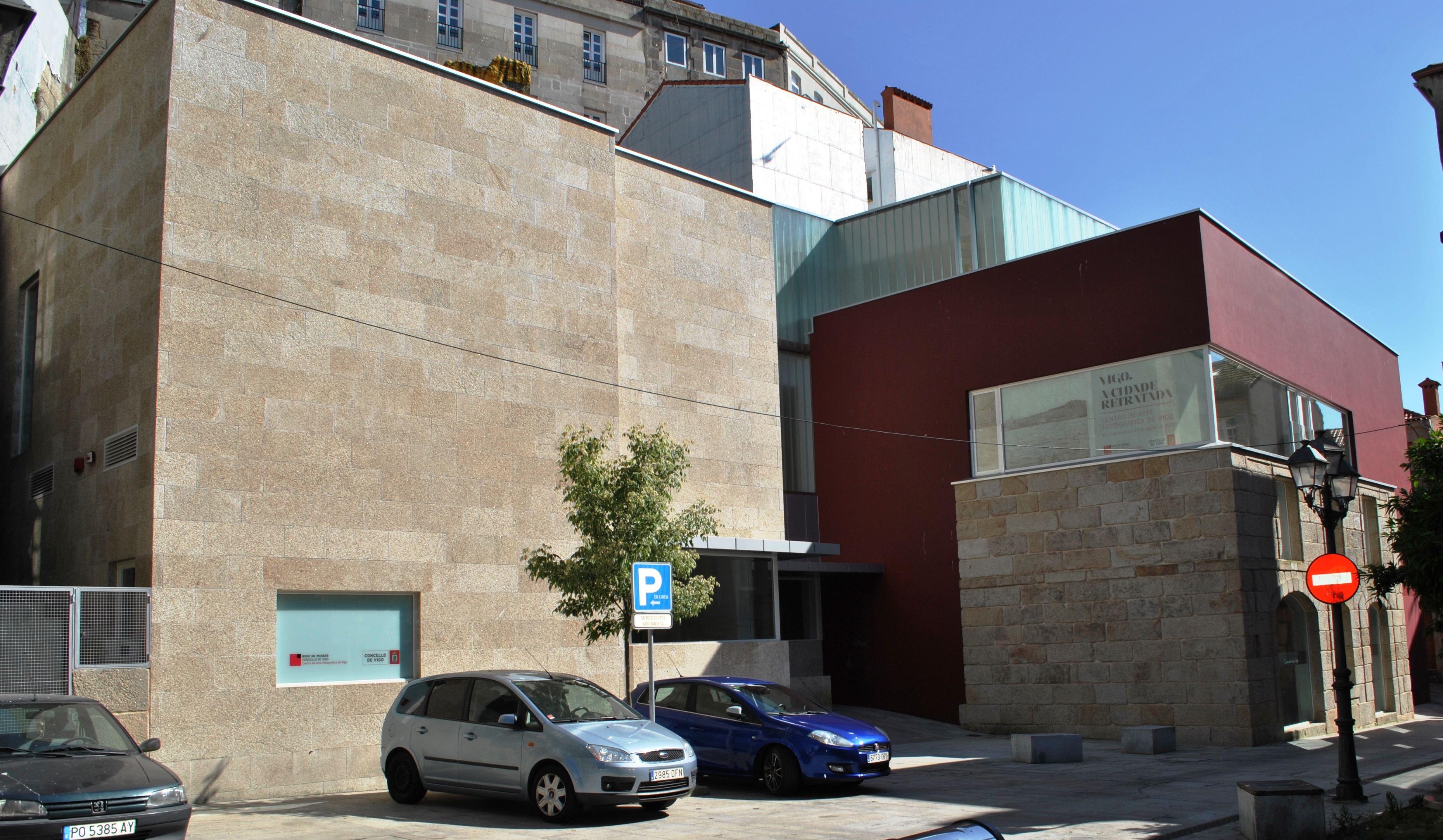
Sede de la Diputación de Pontevedra en Vigo, en la calle Eduardo Chao.

La sede de la Diputación Provincial de Pontevedra en Vigo está situada en la calle Eduardo Chao número 17, en el casco histórico de Vigo, y da servicio a los y las habitantes de la ciudad y su área de influencia, además de acoger actividades culturales y otros eventos de interés público.

## Descripción
La sede fue inaugurada el 31 de enero de 2020 y tiene una superficie de 1.465 metros cuadrados distribuidos en sótano y tres plantas. Dispone de servicio de Registro, ORAL (oficina encargada de gestionar tributos municipales), sala de exposiciones y un punto SmartPeme, el servicio de información y apoyo a autónomos y emprendedores para mejorar su competitividad en materia tecnológica. Además cuenta con despacho para la presidencia, despacho de diputadas y diputados y varios espacios para cursos, talleres, jornadas, conferencias y ruedas de prensa.
El edificio acoge con regularidad exposiciones culturales, presentaciones y otros actos, ya sean propios o en colaboración con el Ayuntamiento de Vigo y entidades del tejido social, económico y educativo de la ciudad y la provincia.

## Igualdad
Una de las singularidades de la sede de la Diputación de Pontevedra en Vigo es que todas sus salas homenajean a mujeres como muestra del compromiso de la institución con la igualdad. La fachada del edificio ha sido decorada por el artista Darío Basso con un mural inspirado en las “redeiras”, las mujeres encargadas de reparar las redes de pesca.

## Historia
Las dependencias sustituyeron a la anteriores del número 3 de la calle Oporto, inauguradas en 2008 y que se convirtieron en la primera sede de la institución fuera de la ciudad de Pontevedra. La apertura de las nuevas instalaciones en la calle Eduardo Chao tiene como objetivo ampliar la presencia y servicios de la Diputación en Vigo y su área, además de promover la participación ciudadana y la actividad cultural.  